# Antung
Antung även känd som Andong, var mellan 1934 och 1939 och 1945–1949 en provins i Manchuriet nordöstra Kina.
Antung skapades 1934 som en administrativ del av det japansk-kontrollerade Manchukuo. 1939 delades den upp i provinserna Antung och Tunghwa innan den återigen slogs ihop av nationalisterna. Efter Folkrepubliken Kinas bildande 1949 förenades Antung med Liaoning för att skapa den nya provinsen Liaodong.
Även om provinsen upphörde att existera 1949 markerades provinsen länge på officiella kartor publicerade i Republiken Kina på Taiwan.